# Limona
Limóna (znanstveno ime Citrus x limon) je drevo iz rodu Citrus (družina Rutaceae) in njegov sadež. Drevesu pravimo tudi limónovec. Je plod davnega križanja, verjetno med pomelom in citrono, a že stoletja uspeva kot samostojno drevo, ki se razmnožuje s potaknjenci in cepljenjem. Izvor drevesa ni poznan, znanstveniki pa predvidevajo, da izvira iz Assama, severne Burme ali Kitajske, od koder je v Evropo prišlo pred drugim stoletjem našega štetja, v času antičnega Rima.

## Limona kot križanec
Do nedavnega je rod Citrus zajemal enajst vrst, pred kratkim pa so strokovnjaki določili, da so izvirni citrusi le trije: mandarina (Citrus reticulata), pomelo (Citrus maxima) in citrona (Citrus Medica). 
Med križane citruse so tako všteli vse ostale vrste: pomaranča, limona, grenivka, klementina, bergamot, kinoto, kumkvat, kombava in limeta. Prav tako bi naj vse vrste fortunelle bile le križanja ene same vrste kumkvata.
Ta klasifikacija sicer ni še splošno sprejeta, a že sedaj veliko večino citrusov strokovno zapisujejo z vmesnim znakom križca ali enostavno z »x«, kar pomeni, da gre za križanje, torej hibrid. Kljub temu da se lahko zdi čudno, da sta tako vsesplošno znana sadeža, kot sta pomaranča ali limona, le hibrida, ne moremo prezreti osnovnih podatkov o njegovem gojenju. Strokovno ga je treba prišteti med umetno pridobljene rastline.
Čeprav je rod citrusov sedaj sestavljen samo iz treh vrst, poznamo namreč med agrumi veliko število naravnih odstopanj in nepravilnosti, bodisi v cvetju, bodisi predvsem v sadežih, zaradi česar se dajo dobiti širom po svetu zelo raznoliki primerki. Razen tega so agronomi razvili nešteto hibridov, ki večkrat nimajo stalnih in ponovljivih lastnosti, zato so nekatere vrste na trgu le za določeno dobo. To povzroča težave pri klasifikaciji agrumov. Omeniti je treba tudi dedne spremembe, ki so pri agrumih zelo pogostne. Gre za mutacijo v poganjkih, ki se včasih pojavi iz neznanih razlogov. Na veji se rodi poganjek, iz katerega zraste veja z nekoliko različnimi lastnostmi od ostalega drevesa. Če se ta vejica uporabi kot potaknjenec, zraste drevo s temi različnimi lastnostmi. Velikokrat  so te nove lastnosti nezaželene, zato se spremembo ne želi ohranjati in se mutirana vejica enostavno odstrani. Včasih je pa sprememba toliko zanimiva, da jo agronomi gojijo dalje in tako dobijo novi križanec.

## Varietete
Limona se širom sveta goji v neštetih varietetah, ki naj jih niti botaniki vseh ne registrirajo. Bistvene razlike med novimi varietetami so namreč večinoma le v zunanjem videzu, medtem ko ostanejo prehrambne lastnosti in ekonomska pomembnost praktično nespremenjene. Limona se namreč zelo redko uživa kot svež sadež, zato manjše spremembe okusa niso pomembne. Za industrijsko izkoriščanje pa pride prav vsakršna sorta, razen morda tistih, ki se zaradi neobstojnosti potrošijo na domačem trgu. Tako sta na primer skoraj neznani varieteti rdečih limon in sladkih limon, čigar plodovi so sicer kisli, a obenem toliko sladki, da jih domačini uživajo kot sveže sadje; ko je njih sadež obran, ga je treba porabiti v dveh-treh dneh, nakar se začne kvariti, zato je pa tudi skoraj nepoznan. 
V glavnem se limone delijo v rumene in zelene, a gre za izključno komercialno delitev, saj rastejo na istem drevesu. Zelena limona se razvije iz poletnega cvetenja drevesa, ki se ga umetno povzroča z namerno popolno štiridesetdnevno sušo med junijem in julijem. Tako se pridobivajo poletne limone, ki imajo tanek zelen olupek in zelo sočno meso. Prenesejo dolga potovanja in skladiščenja, zato se izvažajo po vsem svetu. Njihove »sestre«, običajne rumene zimske limone, navadno zadostijo potrebam domačega trga. Tako izkoriščanje drevesa precej skrči njegovo življenjsko dobo, a je zelo donosno in zato splošno v navadi.

## Opis
Limona je manjše drevo, od 3 do 6 metrov visoko. Mladi poganjki in cvetni lističi so vijoličasti. Plod je rumene barve, v notranjosti brezbarven, ovalne do skoraj okrogle oblike, navadno z vzboklino pri peclju in ošiljenim krajcem na nasprotni strani. Olupek je lahko grobo hrapav ali gladek, na notranji strani več ali manj obložen z belo spužvasto plastjo, imenovano albedo, ki ni užitna. Rastlina se ponekod goji v okrasne namene, a na splošno se nasadi vzdržujejo za pridobivanje sadežev.
V ugodnih podnebnih pogojih obrodi limona dvakrat letno. Spomladansko cvetenje, iz katerega zrastejo najboljši sadeži, traja vsaj dva meseca. Prav toliko časa lahko zreli sadeži počakajo na veji, da se jih obere, kar dovoljuje sistematično obiranje skozi vso zimo, od novembra do aprila ali maja. Drugo cvetenje, ki je v komercialnih nasadih siljeno, poteka avgusta in septembra, plodovi se pa začnejo pobirati maja, takoj po zadnjih zimskih sadežih.
Povprečno je pri limoni le 57 % užitne snovi, saj odpade do 40 % teže na olupek in 3 % na semena. Seveda je treba pri tem upoštevati, da gre le za povprečje, saj se odstotki pri raznih varietetah občutno spreminjajo. Podatek pa da razumeti, da se limona ne goji samo za pridobivanje soka in citronske kisline. Iz olupkov se izdeluje kandirano sadje in se pridobivajo esence in pektin. Iz semen pridobivajo olje, ostanki pa gredo v predelavo za živalsko krmo. V ugodnih pogojih da odraslo drevo od 600 do 800 plodov letno.

## Sok in esenca
Limonin sok predstavlja od 40—50 % sadeža. Je rumena do svetlozelena tekočina kislega okusa, ki vsebuje do 8 % citronske kisline, manjše količine drugih organskih kislin, okoli 3 % sladkorja in obilo vitaminov, predvsem C-vitaminov. Pred uporabo je podvržen pasterizaciji ali koncentriranju. Pasterizirani sok, ki je brez konzervansov obstojen vsaj eno leto, se uporablja kot dodatek jedem in pijačam. Koncentrirani sok gre navadno v nadaljnjo industrijsko predelavo za gotova jedila in pijače.
Limonino esenčno olje je rumena tekočina z izrazitim vonjem po limoni, ki je popolnoma topljiva v alkoholu. Sestoji pretežno iz limonina (90 %). V industriji ga deterpenirajo bodisi z vakuumsko destilacijo kot tudi s pomočjo topilnih sredstev. Tako prečiščeno se olje uporablja predvsem v živilski industriji (likerji, slaščice) in za izdelavo parfemov. Industrija čistilnih sredstev in detergentov se poslužuje olja pred deterpenacijo in ga celo redči s cenejšimi snovmi, na primer s parafinskim oljem.
Pred odkritjem postopka pridobivanja citronske kisline s postopki, ki temeljijo na fermentaciji, je bil limonin sok glavni vir pridobivanje te kisline.

## Uporaba v kulinariki in v zdravilstvu
V kulinariki se po svetu uporablja limonin sok, lupina in drevesni listi. Iz celega ploda se izdelujejo marmelade, limonina krema in liker. Sok se v kulinariki uporablja za marinade, okisanje solat ter za kratkoročno prezervacijo hrane in zaščito pred oksidacijo (npr. pri jabolkih in bananah). V Maroku tradicionalno limone konzervirajo v soli. Sol prodre v sadež in ga zmehča, tako obdelane limone pa imajo praktično neomejen rok uporabe. Cele konzervirane limone se uporabljajo tudi v sicilski, italijanski, grški in francoski kulinariki.
Lupina se uporablja kot začimba, predstavlja pa tudi pomembno surovino za pridobivanje pektina, polisaharida, ki se uporablja kot sredstvo za zgoščevanje in prehranski stabilizator.  
Listi limonovca se ponekod uporabljajo za pripravo čaja, ponekod pa se kot začimba dodajajo kuhanemu mesu in morskim jedem. 

### Zdravilstvo
Še veliko pred moderno farmakologijo se je limona uporabljala tudi v zdravilstvu. Ko še ni bilo znano, kaj so vitamini in kako koristijo zdravju, so že limono uporabljali kot zdravilo. Predvsem sok limone je veljal za učinkovito sredstvo proti krvavitvam odprtih ran in za čiščenje gnojnih izcedkov. Nenadomestljiva je bila limona pri zdravljenju skorbuta, kar so dobro znali že antični pomorščaki, ki so se redno zalagali s tem sadjem pred vsakim daljšim potovanjem.
Na Siciliji, ki ima velike probleme s preskrbo pitne vode, je že od nekdaj veljalo, da se vse zaloge pitne vode redno oskrbujejo s svežimi polovicami limone. Ljudje so iz izkušnje vedeli, da limona razkužuje vodo, in moderne znanstvene razlage so to potrdile. Morda izvira prav iz teh starih običajev navada, da še dandanes serviramo vodo z rezino limone.
V aromaterapiji se uporablja eterično olje limone, ki sicer ne vpliva na človekov imunski sistem, lahko pa pomaga pri sproščanju.
| 100 g limone: |         |         |         |        |        |          |           |
| kcal          | kJ      | voda    | maščobe | kalij  | kalcij | magnezij | vitamin C |
| 35-56         | 151-235 | 84-90 g | 0,6 g   | 149 mg | 11 mg  | 28 mg    | 51 mg     |

100 g limone tako predstavlja 71 % dnevne potrebe po vitaminu C za odraslo osebo in 7 % dnevne potrebe po kaliju, 1 % po kalciju ter 9 % po magneziju.

## Največje pridelovalke
Podatki za leto 2007
| Rang | Država    | Proizvodnja (1000 t) |
| ---- | --------- | -------------------- |
| 1    | Indija    | 2.060O               |
| 2    | Mehika    | 1.880O               |
| 3    | Argentina | 1.260O               |
| 4    | Brazilija | 1.060O               |
| 5    | Španija   | 880O                 |
| 6    | Kitajska  | 745,1O               |
| 7    | ZDA       | 722                  |
| 8    | Turčija   | 706,7                |
| 9    | Iran      | 615O                 |
| 10   | Italija   | 546,6                |